# Thierry Omeyer
Thierry Omeyer (Mulhouse, 2 novembre 1976) è un ex pallamanista e dirigente sportivo francese, General Manager del Paris-Saint Germain.

## Carriera
È considerato uno dei migliori giocatori al mondo e per diversi anni è stato considerato il miglior portiere al mondo.
Di origini francesi, è stato membro della squadra nazionale francese di pallamano che ha vinto la medaglia d'oro al Campionato europeo maschile di pallamano 2006 e al Campionato europeo maschile di pallamano 2010. Inoltre ha vinto la medaglia d'argento al Campionato europeo maschile di pallamano 2009.
Con la Francia ha anche vinto la medaglia d'oro alle Olimpiadi del 2008 a Pechino, i Mondiali del 2009 e del 2011 e gli Europei del 2006 e del 2010, e anche i Giochi olimpici del 2012 a Londra. Con la Francia ha anche vinto i mondiali 2015 tenuti in Qatar.
Ha vinto l'argento olimpico a Rio nel 2016

## Palmares

### Club

#### Competizioni nazionali
- Division 1: 10

Montpellier: 2001-2002, 2002-2003, 2003-2004, 2004-2005, 2005-2006
PSG: 2014-15, 2015-16, 2016-17, 2017-18, 2018-19
- Coppa di Francia: 6

Montpellier: 2001-2002, 2002-2003, 2004-2005, 2005-2006
PSG: 2014-15, 2017-18
- Coppa di Lega francese: 6

Montpellier: 2003-2004, 2004-2005, 2005-2006
PSG: 2016-17, 2017-18, 2018-19
- Handball-Bundesliga: 6

Kiel: 2006-07, 2007-08, 2008-09, 2009-10, 2011-12, 2012-13
- Coppa di Germania: 6

Kiel: 2006-07, 2007-08, 2008-09, 2010-11, 2011-12, 2012-13
- Supercoppa di Germania: 4

Kiel: 2007, 2008, 2011, 2012
- Supercoppa di Francia: 3

PSG: 2014, 2015, 2016

#### Competizioni internazionali
- Coppa dei Campioni/EHF Champions League: 4

Montpellier: 2002-2003
Kiel: 2006-07, 2009-10, 2011-12
- Champions Trophy: 1

Kiel: 2006-07
- IHF Super Globe: 1

Kiel: 2011

### Nazionale
- Olimpiadi

 Pechino 2008, Londra 2012
 Rio de Janeiro 2016
- Mondiali:

 Francia 2001, Croazia 2009, Svezia 2011, Qatar 2015, Francia 2017
 Portogallo 2003, Tunisia 2005
- Europei:

 Svizzera 2006, Austria 2010, Danimarca 2014
 Norvegia 2008

### Individuale
- Campionato europeo maschile di pallamano 2006: miglior portiere
- Miglior giocatore IHF dell'anno: 2008
- Handball-Bundesliga: MVP 2008-09
- Campionato mondiale maschile di pallamano 2011: miglior portiere
- Campionato mondiale maschile di pallamano 2015: MVP e miglior portiere

## Onorificenze
- Cavaliere dell'Ordine nazionale al merito (2001)
- Legion d'onore (2012)
- Ufficiale dell'Ordine nazionale al merito (2013)